# Снежкова Балка
Снежкова Балка (укр. Сніжкова Балка) — село в Великоандрусовской сельской общине Александрийского района Кировоградской области Украины.
До 2020 года входило в Светловодский район
Население по переписи 2001 года составляло 12 человек. Почтовый индекс — 27520. Телефонный код — 5236. Код КОАТУУ — 3525280504.